# ジャスミン革命
ジャスミン革命（ジャスミンかくめい、英語: Jasmine Revolution、アラビア語: ثورة الياسمين, ラテン文字転写: ṯawra al-yāsamīn）は、2010年から2011年にかけてチュニジアで起こった革命（民主化運動）である。

## 概要
一青年の焼身自殺事件に端を発する反政府デモが国内全土に拡大し、軍部の離反によりザイン・アル＝アービディーン・ベン＝アリー大統領がサウジアラビアに亡命し、23年間続いた政権が崩壊した事件である。ジャスミンがチュニジアを代表する花であることから、このような名前がネットを中心に命名された。
この民主化運動はチュニジアにとどまらず、エジプトなどほかのアラブ諸国へも広がり、各国で長期独裁政権に対する国民の不満と結びつき、数々の政変や政治改革を引き起こした。こうした一連の動きはアラブの春と呼ばれた。
一連の暴動では情報共有のため、Facebookなどを通じたインターネットによる情報交換が力を発揮したほか、YouTubeやTwitter、WikiLeaksといったネットメディアも重要な役割を果たしたという意見がある一方、GoogleやFacebookなどのネットメディアがアメリカ政府の戦略に加担し、アラブの春を裏側で支援していたとの意見もある。

## 事件の背景
チュニジアは2010年の経済成長率が3.8パーセントと、決して経済状況が悪いわけではなかった。しかし失業率は14パーセント、若者層に限れば30パーセント近いという高い水準であったため、これらの世代では経済成長の恩恵を受けられないことに不満がたまっていた。
加えて、1987年に無血クーデターによって政権を獲得したベン＝アリー大統領は、イスラム主義組織および労働者共産党に対し抑圧を行い、ある程度の経済成長は果たしたものの、一族による利権の独占といった腐敗が進むなど、23年にも及ぶ長期政権に不満がたまっていった。こうした背景が暴動に結びついたとみられている。
ベン＝アリー大統領は、イスラム主義組織および労働者共産党への抑圧、近代改革など、アメリカやかつてのイランと同様の政策を行い、政治犯釈放などの人権政策もあり「民主主義・人権」国際賞を受賞したが、今回の暴動においても、譲歩策を次々と示したことが弱腰とも映りデモ隊を勢いづかせたとの指摘がある。イスラム主義組織を抑圧してきた政権の崩壊により、イランのアフマディーネジャード大統領は「チュニジアの人々はイスラムの法とルールの確立を望んでいる」とイラン革命同様のイスラム国家化を示唆した。非合法であったイスラム政党の幹部が亡命先から戻るとの推測もある。

## 事態の推移

### 革命の発端
2010年の後半から、革命のきっかけの要素は整いつつあった。11月7日のクーデター記念日、国民的ラップシンガーのエル・ジェネラル（本名ハマーダ・ベン・アモール）はネット上に、政権への抗議を込めた曲「Rais Lebled（国の頭）」を発表した。政治体制、支配層による横暴を糾弾する内容である。
ウィキリークスも革命の後押しをすることになった。ウィキリークスはチュニジアに関する合衆国政府高官のコメントを暴露した。その内容は、ベン・アリー政権の腐敗を厳しく批判するものだった。それまで国民は、アメリカが政権の後見人として支えているとみていたが、実際にはアメリカは政権の維持に固執しているわけではないということが明らかになり、人々を勢いづけた。
直接的かつ決定的な要因は12月17日、中部の都市シディ・ブジドで起こった。この日の朝、露天商のモハメド・ブアジジ（26歳）が果物や野菜を街頭で販売し始めたところ、販売の許可がないとして地方役人が野菜と秤を没収、さらには役所の女性職員から暴行と侮辱を受けた。ブアジジは没収された秤の返還を求めて3回役所に行ったが、引き換えに賄賂を要求された。3回とも追い返されたブアジジは、これに抗議するために同日午前11時30分、県庁舎前で自分と商品を積んだカートにガソリンをかけて火をつけ焼身自殺を図った。その場に駆けつけたブアジジの従兄弟のアリ・ブアジジが、事件直後の現場の様子を携帯電話で撮影し、その日の夕方、フェイスブックへ映像を投稿した。アルジャジーラで事件が取り上げられ、一人の青年の焼身自殺が全国に知れ渡った。イスラム教を含むアブラハムの宗教は自殺することを禁じており、また火葬の習慣もないため「焼身自殺」が与える衝撃は大きかった。その背景もあり、このトラブルがブアジジと同じく就職できない若者中心に職の権利、発言の自由化、大統領周辺の腐敗の罰則などを求め、ストライキやデモを起こすきっかけになった。

### 暴動の拡大
やがて高い失業率に抗議するデモは、腐敗や人権侵害が指摘されるベン＝アリー政権の23年間の長期体制そのものに対するデモとなり、急速に発展していった。
首都のチュニスではデモの動きは少なかったものの、水面下でインターネットによる反体制運動が始まっていた。南部のデモが盛んな地域での出来事を、有志の自宅からフェイスブックにニュースとして投稿した。これが南部の抗議行動に勢いを与えた。政権のメディア統制も効かなくなっていた。アルジャジーラなどに対して「事実を捏造している」などとするキャンペーンを始めたが、反政府団体のサイトをブロックすると海外のハッカーから報復を受け、逆に政府のサイトがダウンする事態に陥った。
24日、マンゼル・ブーザイアーンでデモ鎮圧に初めて実弾が使われ、1人が死亡、5人が重軽傷（うち1人はのちに死亡）を負った。これがチュニスでも本格的なデモを誘発し、27日には1,000人もの市民が街に繰り出した。
28日、ベン＝アリー大統領は突如、病院にブアジジを見舞ったが、無菌の治療室にマスクも白衣もつけずに現れたため、外国人の陰謀であると決めつけた直後のテレビ演説も相まって、反発は強まった。
1月4日、前々から疑われていたブアジジの死が「確認」された。ブアジジの遺族は口外を禁じられたが、5日に行われた葬儀には数千人が参列した。
デモ隊と治安部隊の衝突はエスカレートし続けた。7日には中部の都市タラで暴徒が警察署といった政府関連庁舎や銀行に火を放ち、8日夜から9日にかけてタラ、カスリーヌといった都市で高い失業率に抗議するデモが発生、治安部隊が発砲したことにより少なくとも14人、野党側指導者によれば25人が死亡した。10日にはカスリーヌで放火や警察署への襲撃が起こり、これに対処した警官隊が発砲したため市民4人が死亡した。一連の弾圧で、犠牲者を診察した医師は、「（銃弾の跡から判断して）明らかに殺す意思があったと確認できる」と証言した。デモ参加者だけではなく、帰宅途中の労働者や、屋上にいた市民までもが殺害された。現場一帯は封鎖され、メディアが取材することはできなかったが、現地市民が携帯電話で撮影した映像がフェイスブックに投稿された。

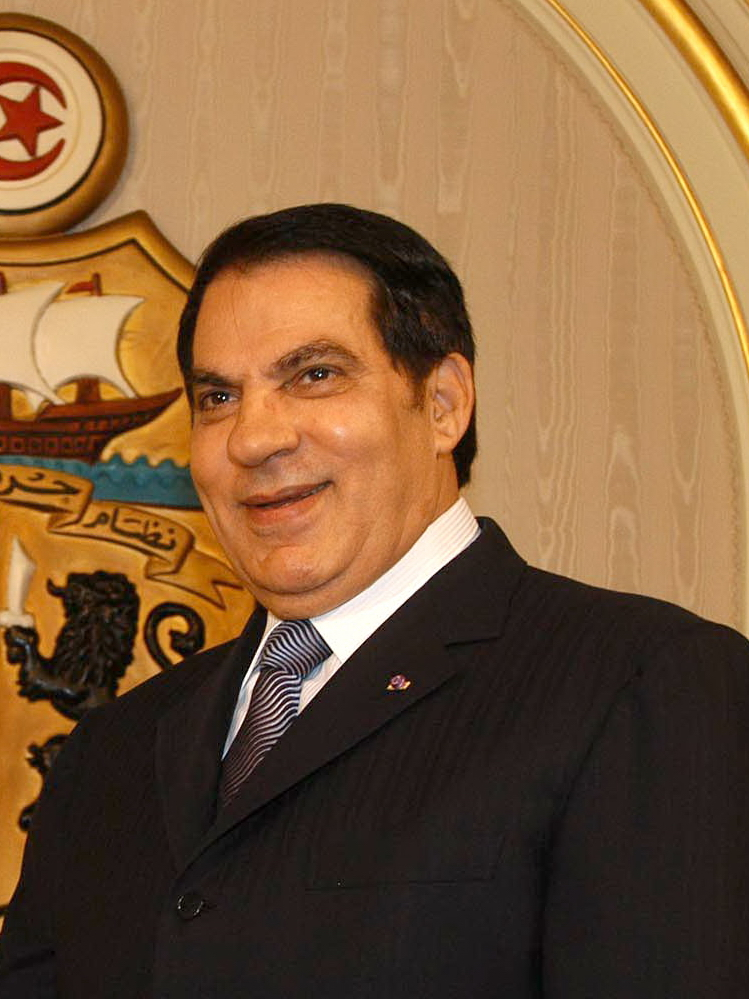
ベン＝アリー大統領

10日夜、ベン＝アリー大統領は再びテレビ演説を行った。デモの弾圧による流血そのものの存在は認めたものの、「私の責任ではない」と弁解し、カシム内務大臣の更迭を約束した。全国の高校・大学の閉鎖や、今後2年間での30万人に及ぶ大規模な雇用緊急措置を発表したが、一連の暴動はテロリストによるものだと非難する姿勢は変わらなかった。各政党からは、大統領に対し警官隊による発砲の中止を求める声があがった。
カスリーヌでの弾圧は裏目に出た。11日、デモはチュニスをはじめ全国に広がった。暴徒は車、銀行、警察署といった政府関係庁舎への放火、また商店街において略奪行為を行った。警官隊はこれを解散させるため威嚇射撃、火炎瓶や催涙弾の使用を行った。内務省より死者は延べ23人になったと発表された（実際にはこの時点で50人以上が死亡しているとも言われた）。
12日には、デモの規模は10倍に膨れ上がった。首都チュニスとその周辺地域には、20時から翌朝午前6時までの夜間外出禁止令が発令された。
13日には、ベン＝アリー大統領が軍以上に信頼を置く警察部隊が導入された。警官はデモへの参加の有無にかかわらず市民を屋上から狙い撃ちにし、チュニスで数十名の死者、数百人に負傷者が発生した。戒厳令が発令され、軍に対して市民の殺害命令が出されたが、軍部はその命令を拒否した。軍部と警察部隊で対立が生じ、大規模な戦闘の危機が生じたが、軍部は警察部隊への攻撃態勢を取らなかったため、かろうじて均衡状態が保たれた。
後ろ盾であった軍の離反を招いたベン＝アリー大統領は、譲歩せざるを得ないと判断した。モハメッド・ガンヌーシ首相は、治安対策が不十分としてカシム内務大臣の更迭を改めて発表し、また、デモにおいて拘束された参加者らを釈放する方針を表明した。夜の演説ではベン＝アリー大統領が自ら2014年の次期大統領選挙で不出馬、退任すると発表した。食料品の高騰に対する対策、言論の自由の拡大、インターネット閲覧の制限の解除などの政策の履行を約束した。一連の騒乱については「側近に裏切られた」と釈明し、治安部隊に対し、デモ隊への発砲を禁じたと発表した。しかし夜になっても銃声は鳴りやまず、死者が発生した。秘密警察が大統領支持派を装って、街宣車で政府支持を叫びながら外出禁止令で無人状態の街中を走り回り、反体制派を脅しているという噂が流れた。市民たちは、夜が明けたら再び独裁体制へ逆戻りしてしまうのではないかと恐れた。それが14日のデモへとつながった。

### 政権崩壊
14日のデモは、今まで近づくことさえためらわれた内務省前にまで及んだ。政治犯が釈放され、デモ隊や支持者とともに喜びを分かち合った。ベン＝アリー大統領は非常事態宣言を行い、夜間外出禁止令を全土に広げた。また、ガンヌーシ内閣の総辞職と2014年実施予定の総選挙を大幅に前倒しし、今後半年以内に実施する考えを表明した。
しかし、ここにきて政府は内部から崩壊し始めた。メズリ・ハダドユネスコ大使が、治安部隊がデモ隊に発砲したことに対して抗議を行い大統領に辞表を提出した。ベン＝アリー大統領はデモ隊への実弾使用をラシド・アンマル陸軍参謀総長に迫ったが、逆に「あなたはおしまいだ」と、不信任を突きつけられた。ベン＝アリー大統領は、政権維持の手段をすべて失った。
17時49分、ガンヌーシ首相がテレビで「ベン＝アリー大統領は国を去った」と声明を読み上げた。

## その後

### ベン＝アリー政権関係者の処遇
ベン＝アリー大統領は、旧宗主国のフランスへの亡命を希望しパリに向かったが、ニコラ・サルコジ大統領がベン・アリー大統領の入国を拒否した。そこでサウジアラビアへ向かい、そこへ亡命した。脱出の際、ベン＝アリー大統領の妻が中央銀行から1.5トンもの金塊を持ち出したと報じられた。一部の親族は乗り込んだ飛行機の機長に離陸を拒否され、拘束された。暫定政権は早い段階でベン＝アリー前政権の関係者の身柄拘束に乗り出し、16日ごろにはすでにカシム前内務大臣など政権幹部の多くが拘束されたとの情報も流れた。
ベン＝アリー前大統領が去ったあとの親族の豪邸では暴徒が略奪行為に走り、1月16日には大統領宮殿で銃撃戦も発生。1月26日には暫定政権がベン＝アリー前大統領ら一族の逮捕状を請求し、国際刑事警察機構を通じて国際指名手配した。
ベン＝アリー前大統領はサウジアラビア亡命後、前政権時代の公金横領、土地不正取得、暴力扇動、麻薬密売といった容疑、また一連の反政府運動においてデモ鎮圧を軍に命じ参加者を多数死亡させた容疑などで起訴され、本人不在のまま軍事法廷が開かれた。暴力扇動では懲役20年、公金横領では懲役35年が言い渡されるなど、合計で65年もの懲役刑が下っている。また殺害容疑に関しては死刑が求刑され、2012年6月13日に終身刑判決が言い渡されている。しかし、サウジアラビアがベン＝アリー前大統領の身柄引き渡しに応じる可能性は低く、実際に刑が執行されることはないと推測されている。カシム内務大臣などにも懲役15年の刑が下っている一方、主要閣僚の多くが公訴棄却となっている。

### 女性警察官の釈放
2011年4月、ブアジジを暴行し、焼身自殺に追い込んだとされた女性警察官が釈放された。女性警察官は暴行などしておらず、ブアジジの親族がマスコミに誇張して語っていたことが判明したためである。

### 新しい権力への移行
ガンヌーシ首相は政権崩壊を受け、憲法第56条の規定を根拠として自らの暫定大統領就任を国営テレビを通じて発表し、国民に平静を呼びかけ、政治、経済の改革を実施するとした。しかし、この就任には憲法上の問題があるとの指摘が出たため、憲法評議会は翌15日に憲法第57条の規定に則り下院議長であるフアド・メバザを暫定大統領に指名した。メバザ暫定大統領は挙国一致政権の樹立をガンヌーシに要請し、また同日15日、暫定大統領への就任宣誓を行った。14日にガンヌーシ首相が暫定大統領就任を宣言した根拠は「ベン＝アリー大統領の一時的な職務離脱」であったため、憲法評議会はベン＝アリー前大統領の復帰はないと改めて宣言した。
メバザ暫定大統領とガンヌーシ首相率いる暫定政権は野党との政権協議を行い、1月17日に暫定内閣が発足。野党からは3人、またベン＝アリー政権を批判して投獄されたブロガー（ウィキリークス支援者である海賊党を自称）も入閣した。また情報統制を担っていた情報省の廃止、政治犯の釈放といった改革にも乗り出した。しかしこうした姿勢も、外務大臣、財務大臣といった主要閣僚は留任したこともあり、反体制派からは上辺だけの改革だと批判を受けた。また立憲民主連合の完全なる排除を求め、内閣改造を要求するデモも発生した。こうした批判を受け、1月18日には立憲民主連合の中央委員会が解散し（政党としては存続する）、同党出身の全閣僚が離党した。。2月27日にはガンヌーシ首相が辞任した（後任はベジ・カイドセブシ）。
1月19日までにベン＝アリー前政権時代の政治犯をすべて釈放し、翌1月20日の初閣議では前政権時代に活動を禁止されていた政治活動グループの容認を決定。また暫定政権は3月中旬までに行われる予定の大統領選挙への国際監視団受け入れも表明したが、治安の不安などで大統領選挙そのものが延期された。
10月23日に制憲議会選挙（定数217）が実施され、イスラム政党のアンナハダが90議席を獲得し第1党となり、以下は中道左派政党の共和国のための会議（30議席）、社会民主主義政党のエタカトルが21議席と続いた。これらの政党を中心に連立交渉が進められ、11月21日に3党が連立政権樹立で合意。11月22日に制憲議会の宣誓が行われ、議長にエタカトルのムスタファ・ベンジャファルが就任。12月13日に共和国のための会議党首のムンセフ・マルズーキーが暫定大統領に就任（同時に党首を辞任）、アンナハダのハンマーディー・ジェバリ幹事長が首相に就任することとなった。

## 軍事クーデターおよび情報戦の可能性
前述のように、陸軍のラシド・アンマル参謀長はベン＝アリーの鎮圧命令を拒否し、辞任と出国を要求したが、解任を無視し権限がない状態で軍を指揮していた可能性がある。チュニジアの大統領は閣僚任免権、軍の最高指揮権など多くの権限を有する。アリ・セリアティ警護責任者から大統領公邸攻撃の情報を受けたベン＝アリー前大統領は避難し、軍特殊部隊が大統領宮殿を攻撃、アリ・セリアティ警護責任者は暴動を助長し、国家の安全を脅かしたとして逮捕された。一連の報道では、「大統領警護責任者が暴動を助長した」「大統領公邸が襲撃されると虚偽の進言をし、前大統領が避難した」（虚偽ではなく実際に宮殿が攻撃された）など一見矛盾する内容が散見され、ウィキリークス外交公電事件などネットメディアと合わせ情報戦の様相も呈している。

## 以後の影響
メバザ暫定大統領やガンヌーシ首相をはじめ、前政権のメンバーがそのまま留まっているケースが多く、暫定政権成立後も彼らの完全排除を求めるデモが続いた。
また、騒乱も一部では続いており、刑務所からの脱走も起こっていると報じられている。また前大統領警護隊をはじめとする前大統領支持派と軍特殊部隊との間で散発的な衝突が起こっている。取材中に治安部隊の放った催涙弾が当たったフランス人のカメラマンが1月18日に死亡し、海外のジャーナリストとしては初の犠牲者となった。暫定政権発足後の1月17日以降もデモや銃撃戦は収まらず、17日時点の死亡者は78人に達した。
2011年6月30日、フランスのパリ14区に、モハメド・ブアジジの名前をつけた広場が誕生した。同年10月には欧州議会よりアラブの春に貢献したブアジジら5人にサハロフ賞が授与されることが発表された。

### 経済への影響
チュニジアの海岸やカルタゴの遺跡などは観光スポットとなっており、日本やヨーロッパなどからの観光客も多く、チュニジアにとっても観光は重要な産業となっている。治安悪化はこれらによって得られる収入に影響を及ぼす可能性がある。実際、1月14日にはイギリスの旅行会社大手トーマス・クック・グループは観光客1,800人をチュニジアより退避させ、今後のツアーを一部中止するに至っている。1月16日には日本の外務省もチュニジアへの渡航延期を勧告している。
また、太陽光発電などに関する計画や共同事業を日本やヨーロッパと進めており、特に日本政府は直前の2010年12月に首都チュニスで開かれた日本・アラブ経済フォーラムにおいて、太陽熱発電に関する共同プロジェクトを開始することでチュニジア政府と合意していため、治安情勢が注視された。
また、ジャスミン革命の影響は、リビアなどアラブ産油国にも影響が及んでいるため、原油の値上がりなどの影響も発生している。特にインフレと失業が革命後のチュニジアを悩ませている。

### 各国への影響
アラブ諸国を中心とするほかの独裁国家や専制国家に革命が飛び火し、反政府運動が相次いだ。エジプト・アルジェリア・モーリタニアなど一部の国では、今回の例を真似て焼身自殺を図る人が相次いでいる。
チュニジアに隣接しているアラブ国家であるリビアにおいても、ムアンマル・アル＝カダフィ大佐による独裁政権に対してリビア国民が反旗を翻した。カダフィ大佐は、チャドやナイジェリア、エリトリアなどアフリカ人の傭兵を用いて武力を用いて鎮圧を試み流血の事態に陥ったが、その後革命は成功し、カダフィ大佐は殺害された（2011年リビア内戦を参照）。
イタリアでは、ベン＝アリー政権崩壊後から3,000人の難民（不法入国者）が同国南部にあるランペドゥーザ島に流入してきている。急激に増えたため収容施設が足りず、やむを得ず野外で過ごす人も現れていた。これを受けイタリア政府が非常事態宣言を発令している。
また、アラブ諸国ではないが、共産党による一党独裁体制が継続している中国においても、ジャスミン革命の影響が及び中国各地において反政府デモが発生している。同じく独裁国家である北朝鮮においても動揺が起こっているという。

#### 各国の反応
- 日本 - 外務省は事態を注視するとともに、国内情勢の安定化に向けた動きを求める談話を発表した[83]。
- 国際連合 - 潘基文事務総長は状況を見守るとし、平和的解決を要求[54]。
- 欧州連合 - 大統領選挙への監視団派遣を検討中[87]。欧州議会は声明を発表するとしている[88]。
- アメリカ合衆国 - アメリカのオバマ大統領はチュニジア国民の勇気を賞賛し、公正な選挙の実施を求める声明を発表した[89]。
- 中国 - 中国外交部の洪磊報道官は、早期の社会安定回復を希望するとの談話を発表した[90]。
- ロシア - ロシア外務省は暴動に対し憂慮の念を表明した。早期の情勢の正常化を要請し、民主的な対話および憲法の枠内での平和の再建が課題であると声明を発表した[91]。
- フランス - フランスのサルコジ大統領は先述のとおり、ベン＝アリー前大統領の亡命受け入れを拒否した経緯がある。声明では、民主的な意思を支持するとの声明を発表した[56]。
- エジプト - エジプトの外務省は、チュニジア国民の意思を尊重すると声明を発表[56]。
- リビア - 中東最長の政権を率いる最高指導者のカダフィ大佐が「デモは犯罪組織の仕業だ」「国や、大統領、政府、議会を変えるのにこのような犠牲は必要ない」「チュニジア国民は取り返しのつかない大きな損失を出した。ベン＝アリー前大統領は2014年に退任すると言っているのになぜ待てないのか」「チュニジア国民の正気が戻り傷が癒えることを願う」と国営テレビを通じて発言し、一連の動きを非難した。サウジアラビアに亡命したベン＝アリー前大統領を「今も合法的な大統領である」と支持していた[92][93]。
- イラン - イランのアフマディーネジャード大統領は「チュニジアの人々はイスラムの法とルールの確立を望んでいる」[14]とイラン革命同様のイスラム国家化を示唆した。

### ノーベル平和賞
2015年のノーベル平和賞にチュニジア国民対話カルテット（Tunisian National Dialogue Quartet）が選ばれた。

### 革命への批判
革命後、チュニジアの物価は高騰しており、また若者の失業率は43パーセントに跳ね上がり、その後は下がったが2018年時点でも3割台が続いている。「革命後に物価が急騰して生活が苦しくなった。すべてあの革命のせい、ムハンマドのせいだ」と、ジャスミン革命を後悔する声が出ている。革命のきっかけとなった焼身自殺を起こしたムハンマド・ブアジジを批判する声や、革命に貢献したとして、チュニジア国民対話カルテットとともにノーベル平和賞候補となっていたリーナ・ベンムヘンニには殺害するという脅迫などが届くようになっている。

### テロ
独裁時代のチュニジアでは、イスラム過激派が非合法化されており、そのため若者の中には国外に出てISILなどの武装集団に参加していたものがいる。革命後、彼らは祖国チュニジアへと戻り、テロ活動などを行っている。